# 罗莎·塔拉戈
罗莎·塔拉戈（西班牙語：Roser Tarragó Aymerich，1993年3月25日—），出生於巴塞罗那，西班牙女子水球运动员，亦為西班牙國家女子水球隊成員。

## 簡歷
2012年，罗莎·塔拉戈代表西班牙參加英國倫敦舉行的奥林匹克运动会女子水球比賽，最後在決賽中不敵美國隊，贏得銀牌。